# جمهورية إيطاليا النابوليونية
جمهورية إيطاليا النابوليونية هي دولة قصيرة الأمد عاشت خلال الفترة ما بين 1802 و1805. كانات الجمهورية الواقعة في شمال إيطاليا : الجمهورية الإيطالية (ريبوبليكا الإيطالية). دولة تابعة للجمهورية الفرنسية الأولى لنابليون. والجمهورية الإيطالية والتي خلفت الجمهورية الألبية( Repubblica Cisalpina)، التي غيرت دستورها للسماح للقنصل الفرنسي نابليون الأول ليصبح رئيسا لها. تغيير الدستور الجديد اسم الدولة إلى "جمهورية الإيطالية"، وهي تتألف من نفس المناطق التي كانت تتألف الجمهورية الألبية، لومبارديا في المقام الأول ورومانيا. وكانت مساحنها أكثر من 42500 كيلومترا مربعا (16,000 كيلومتر مربع)، ويبلغ عدد سكانها 3,240,000 نسمه في 12 محافظات. وكانت ميلان العاصمة. كانت البلاد مزدهرة على الرغم من نهب من ذوي الخبرة في القرون السابقة. ويعتمد اقتصادها على الزراعة والحبوب بالإضافة إلى ازدهار الصناعات الصغيرة، ولا سيما إنتاج الحرير.

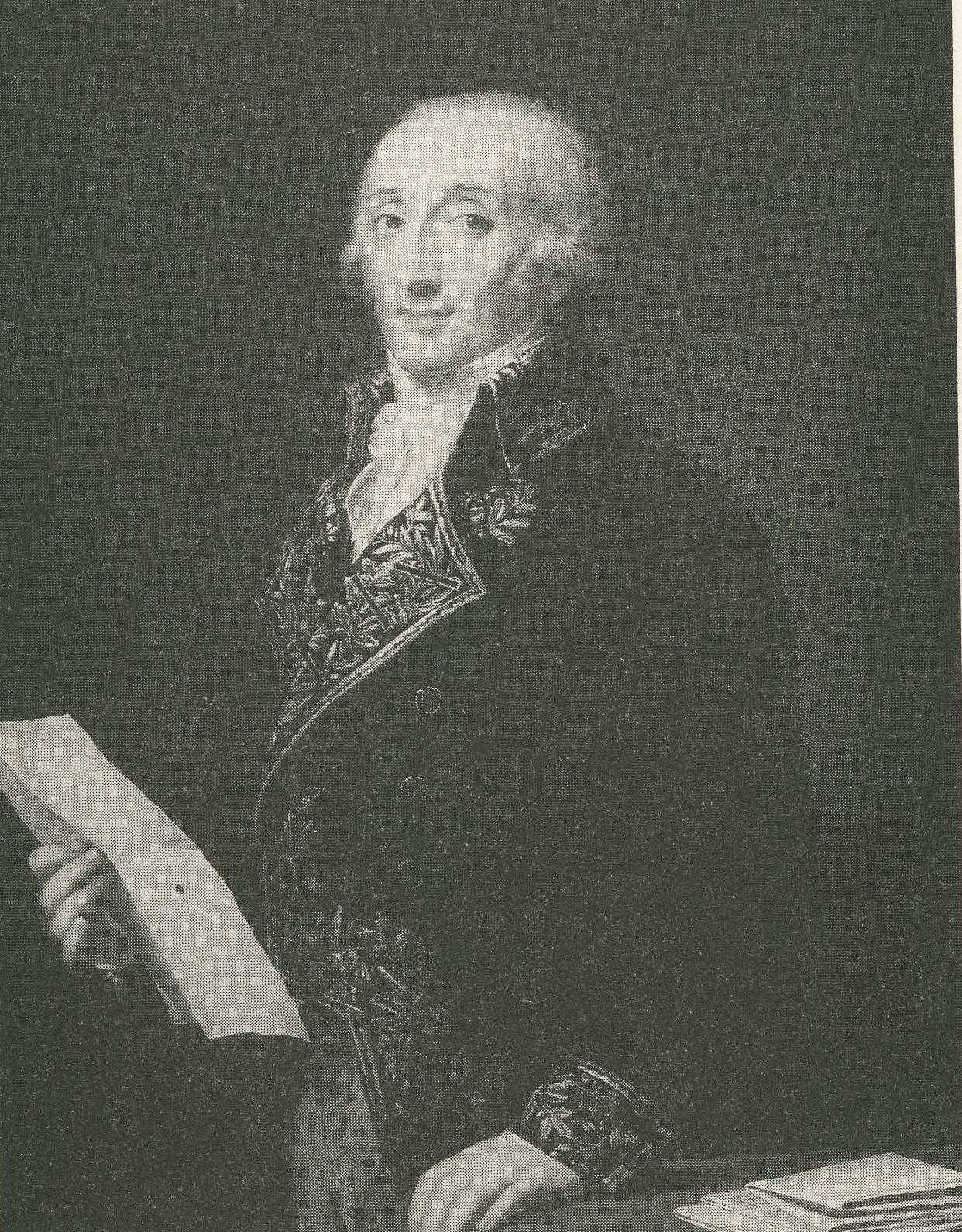
نائب رئيس الجمهورية فرانشيسكو دي ريل